# Rue des Orfèvres
Ne doit pas être confondu avec Impasse des Orfèvres ou Rue des Orfèvres (Strasbourg).
La rue des Orfèvres est une voie du 1er arrondissement de Paris, en France.

## Situation et accès
De nos jours, la rue des Orfèvres est une voie publique située dans le 1er arrondissement de Paris. Elle débute aux 6-10, rue Saint-Germain-l'Auxerrois et se termine au 15, rue Jean-Lantier.

## Origine du nom

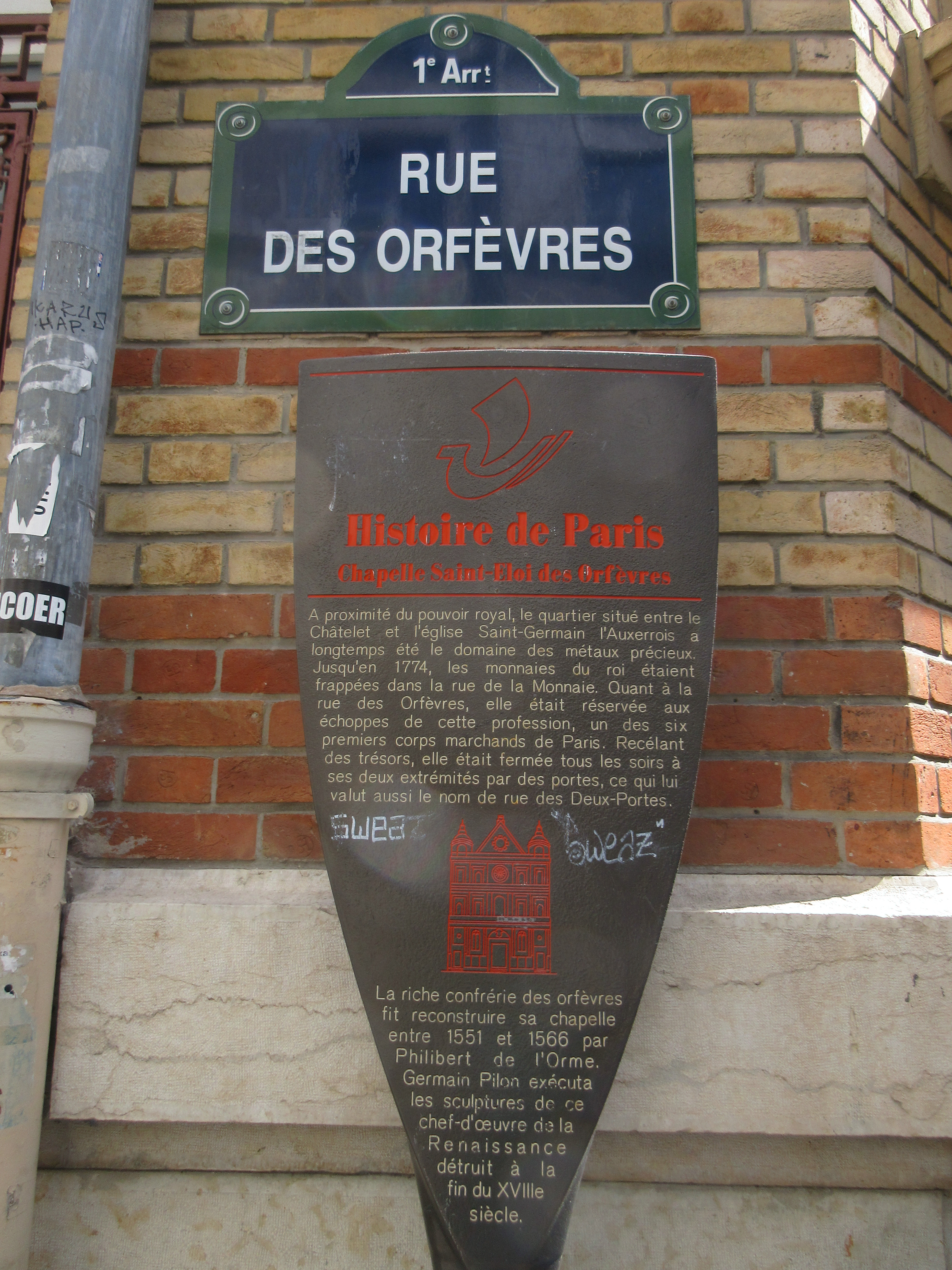
Panneau Histoire de Paris
« Chapelle Saint-Éloi des Orfèvres »

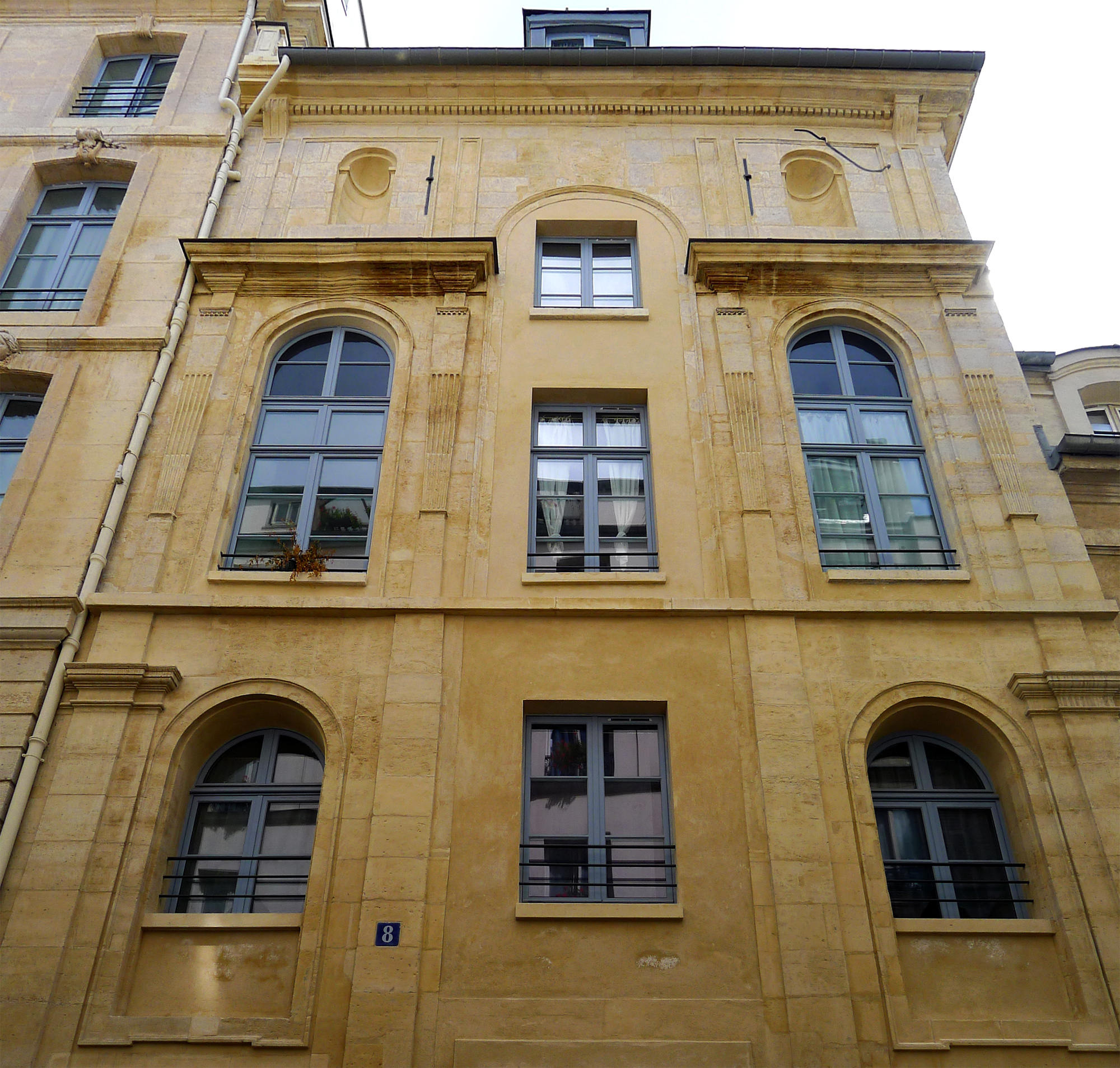
Façade du no 8.

La corporation des orfèvres de Paris avait fait édifier dans cette rue une chapelle et un hôpital. Le bâtiment du no 8, inscrit aux monuments historiques, reprend quelques éléments de sa façade.

## Historique

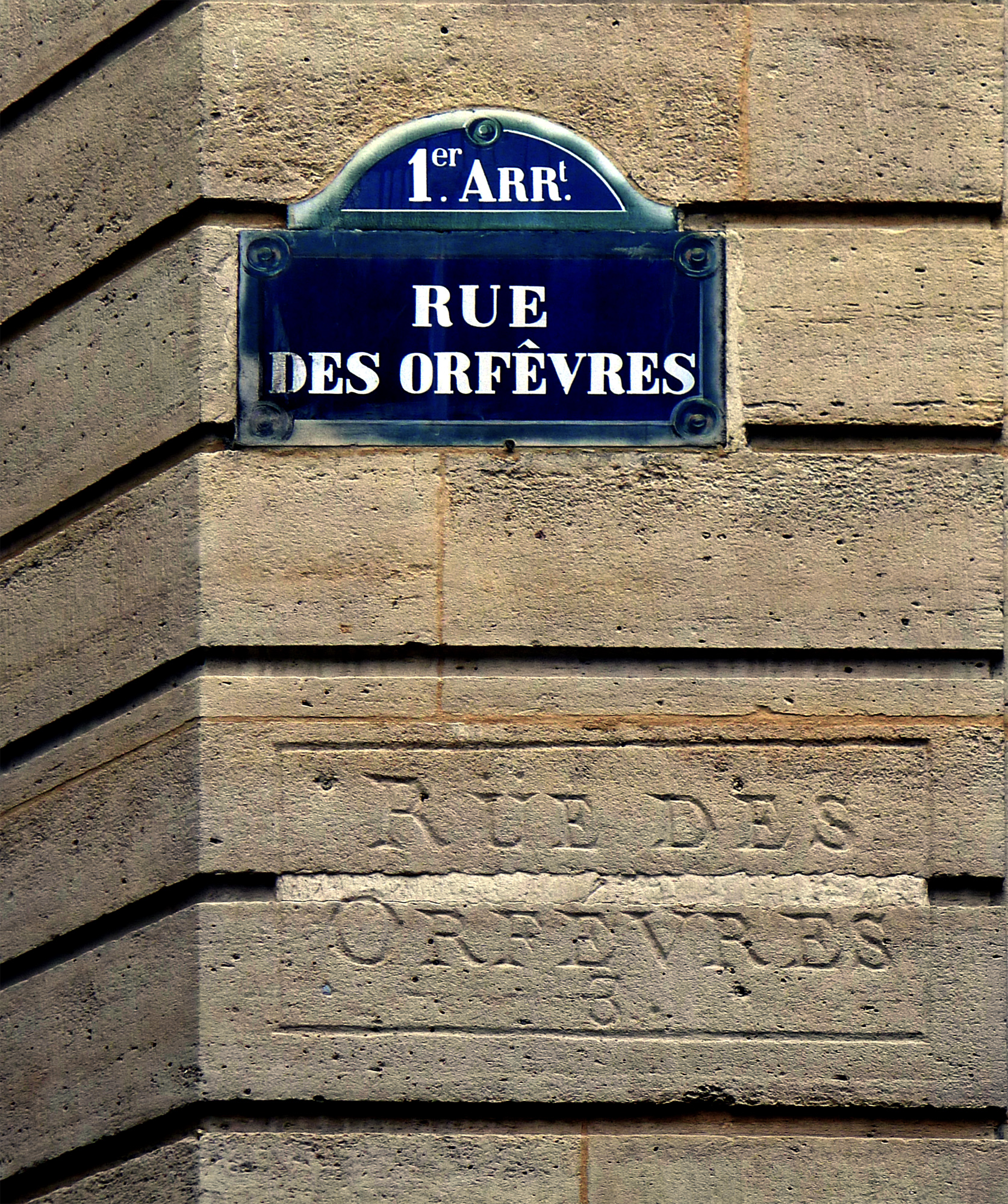
Plaque actuelle et ancienne inscription.

Au XIIe siècle, on la nommait « rue aux Moines de Joienval » et par corruption, « rue aux Moines de Jenvau », ou « rue aux Moignes de Jenvau », parce que l'hôtel et l'abbaye des religieux de Joyenval y étaient situés,.
Cette voie est citée dans Le Dit des rues de Paris de Guillot de Paris sous la forme « rue à Moingnes de Jenvau », qui mentionne également « Porte à mont et porte à vau », c'est-à-dire que cette rue possédait une porte à chacune de ses deux extrémités. Pour cette raison, elle a aussi porté le nom de « rue des Deux Portes », « rue aux Deux Portes » et de « rue Entre Deux Portes ».
En 1399, les orfèvres de Paris ayant fait bâtir une chapelle dédiée à saint Éloi et un hôpital, on l'appela « rue de la Chapelle-aux-Orfèvres » puis elle devient plus simplement « rue des Orfèvres ».
Elle est citée sous le nom de « rue de la Chappelle aux orfévres » dans un manuscrit de 1636.
En 1817, cette rue commençait aux 41-44, rue Saint-Germain-l'Auxerrois et se terminait aux 1-3, rue Jean-Lantier. Elle était alors située dans l'ancien 4e arrondissement dans le quartier du Louvre.

Les numéros de la rue étaient noirs, le dernier numéro impair était le no 15 et le dernier numéro pair était le no 6.

## Bâtiments remarquables et lieux de mémoire
- Nos 2-4 (emplacement de l'école) : emplacement, à partir de 1698, du grenier à sel dont l'entrée s'effectuait par la rue Saint-Germain-l'Auxerrois[5] qui était précédemment l'emplacement de la résidence des abbés de Joyenval[6].

## Pour approfondir